# Костра

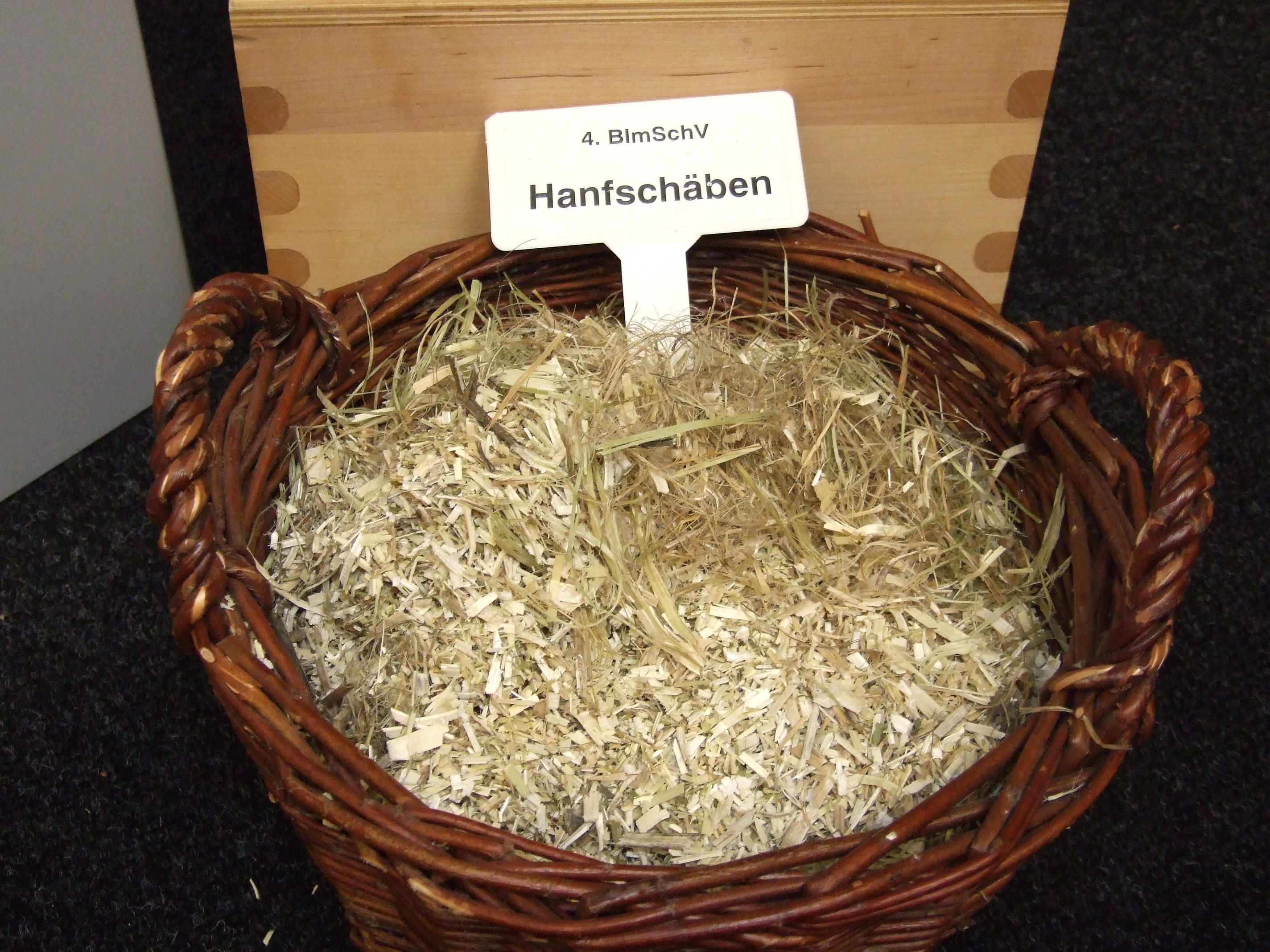
Конопляная костра

Костра́ (кострика, костеря, кострица) — одревесневшие части стеблей прядильных растений, получаемые при мятье и трепании льна, конопли, кенафа, кендыря (см. Декортикация).
Костра составляет 65—70 % массы лубяного стебля и в основном состоит из целлюлозы (45—58 %), лигнина (21—29 %) и пентозанов (23—26 %).
Из костры делают строительные и теплоизоляционные плиты (см. Костробетон), бумагу, топливо (см. Костробрикет), сечку конопляную и др.
Также костра может являться хорошим субстратом для выращивания шампиньонов. А в компостированном виде может использоваться и для выращивания овощей в закрытом грунте. Ещё из костры можно получить адсорбенты, которые эффективно выводят из организма различные токсичные вещества.
Для производства костробетона конопля имеет ряд существенных преимуществ перед льном. Хорошие прочностные показатели костробетона на портландцементе с использованием костры конопли объясняются тем, что на пенькозаводах до извлечения лубяных волокон стебли конопли подвергаются длительной гидротермальной обработке (в течение 20—30 суток вымачиваются, затем сушатся), что позволяет существенно снизить содержание в них легкогидролизуемых веществ, тормозящих твердение портландцемента.
От названия костры происходят названия месяца октябрь (сезона обработки прядильных растений) в белорусском (кастрычнік), польском (październik, от paździerze — костра) и литовском (spalis — костра) языках.